# Jørgen
| Drenge- | Drenge-   | Pige- | Pige-    | Efter- | Efter-      |
| ------- | --------- | ----- | -------- | ------ | ----------- |
| 1       | Peter     | 1     | Anne     | 1      | Nielsen     |
| 2       | Michael   | 2     | Mette    | 2      | Jensen      |
| 3       | Lars      | 3     | Kirsten  | 3      | Hansen      |
| 4       | Jens      | 4     | Hanne    | 4      | Andersen    |
| 5       | Thomas    | 5     | Anna     | 5      | Pedersen    |
| 6       | Henrik    | 6     | Helle    | 6      | Christensen |
| 7       | Søren     | 7     | Maria    | 7      | Larsen      |
| 8       | Christian | 8     | Susanne  | 8      | Sørensen    |
| 9       | Martin    | 9     | Lene     | 9      | Rasmussen   |
| 10      | Jan       | 10    | Marianne | 10     | Jørgensen   |

Jørgen er et drengenavn, der stammer fra plattysk Iurian, hvor det er hentet fra Georg.
På dansk kendes også varianterne Jørn, Jøren samt en række kombinationsnavne med Jørgen (både med og uden bindestreg), som Hansjørgen og Jens-Jørgen. På tysk er Jürgen et meget anvendt navn.
Sankt Jørgen (fordanskning af Sankt Georg) er helgen for blandt andet England og spejderbevægelsen. Flere danske kirker og sogne er navngivet efter ham.

## Kendte personer med navnet
- Prins Jørgen af Danmark, gift med dronning Anne af Storbritannien.
- Jørgen Beck, dansk skuespiller.
- Jørgen Bentzon, dansk komponist.
- Jørgen Gustava Brandt, dansk forfatter.
- Jørgen Buckhøj, dansk skuespiller.
- Jørgen Bøgh, dansk domprovst og medlem af Europaparlamentet.
- Jørgen Clevin, dansk tegner.
- Jørgen Mads Clausen, dansk direktør.
- Jørgen Ditzel, dansk arkitekt.
- Jørgen Fønss, dansk skuespiller og operasanger.
- Jürgen Habermas, tysk filosof.
- Jørgen Ifversen, dansk tv-vært og underholdningschef.
- Jørgen Ingmann, dansk guitarist.
- Jørgen-Frantz Jacobsen, færøsk/dansk forfatter (Barbara).
- Jørgen Jørgensen, dansk politiker og minister.
- Niels-Jørgen Kaiser, dansk direktør.
- Jørgen Kiil, dansk skuespiller.
- Jürgen Klinsmann, tysk fodboldspiller og -træner.
- Jørgen Lademann, dansk forlagsboghandler.
- Hans Jørgen Lembourn, dansk forfatter.
- Jørgen Leth, dansk digter og tv-kommentator af cykelløb.
- Jørgen Mogensen, dansk tegner af blandt andet serien Poeten og Lillemor.
- Jørgen de Mylius, dansk radio- og tv-vært.
- Jørgen Nash, dansk billedkunstner.
- Jørgen Olsen, dansk musiker.
- Jørgen Reenberg, dansk skuespiller.
- Jørgen Ryg, dansk skuespiller.
- Jørgen Schleimann, TV 2-direktør.
- Jørgen Haagen Schmith, dansk modstandsmand (Citronen).
- Jørgen Selchau, dansk arkitekt.
- Jørgen Stegelmann, dansk forfatter og filmkritiker.
- Jens Jørgen Thorsen, dansk billedkunstner.
- Jørgen Weel, dansk skuespiller.

## Navnet anvendt i fiktion
- Spørge-Jørgen er en børnesang af Kamma Kaurents. Den blev også udgivet i bogform med illustrationer af Storm P.
- Klaus Jørgen er en sang, der blev et stort hit for Grethe Sønck i slutningen af 1950'erne.